# Norion tayenus
Norion tayenus is een eenoogkreeftjessoort uit de familie van de Lernanthropidae. De wetenschappelijke naam van de soort is voor het eerst geldig gepubliceerd in 2004 door Ho & Kim I.H..